# Prosphytochloa
Prosphytochloa is een geslacht uit de grassenfamilie (Poaceae). De soorten van dit geslacht komen voor in delen van Afrika.

## Soorten
Van het geslacht zijn de volgende soorten bekend: 
- Prosphytochloa prehensilis